# Таррафас
Таррафас (порт. Tarrafas)  —  муниципалитет в Бразилии, входит в штат Сеара. Составная часть мезорегиона Юго-центральная часть штата Сеара. Входит в экономико-статистический  микрорегион Варзеа-Алегри. Население составляет 8548 человек на 2006 год. Занимает площадь 454,390 км². Плотность населения — 18,8 чел./км².

## Статистика
- Валовой внутренний продукт на 2003 составляет 14.177.408,00 реалов (данные: Бразильский институт географии и статистики).
- Валовой внутренний продукт на душу населения на 2003 составляет 1.601,42 реалов (данные: Бразильский институт географии и статистики).
- Индекс развития человеческого потенциала на 2000 составляет 0,570 (данные: Программа развития ООН).